# 大澤正明
大澤 正明（おおさわ まさあき、1946年〈昭和21年〉1月21日 - ）は、日本の政治家。
群馬県知事（公選第17・18・19代）、群馬県議会議員（4期）、第80代群馬県議会議長、尾島町議会議員（2期）などを歴任した。

## 来歴
1946年1月21日、群馬県新田郡尾島町尾島（現在の太田市尾島町）で生まれる。父は尾島町長を務めた大澤明治。1964年、群馬県立太田高等学校卒業。1969年、慶應義塾大学工学部卒業。
1970年、海上自衛隊幹部候補生学校卒業（20期1分隊）。
1971年、大沢建設株式会社入社。1978年に株式会社三協を設立し代表取締役となる。1983年に尾島町議に当選、連続2期務め議長にもなった。1991年に群馬県議会議員にも当選、4期を務める。2006年5月30日から1年間、第80代群馬県議会議長も務めた。
2007年7月22日、群馬県知事選挙に、自由民主党公認で立候補。5選を目指した小寺弘之らを破って群馬県知事に初当選し、全国唯一の政党公認知事となる。
2007年7月28日、群馬県知事に正式就任。
2011年7月3日、群馬県知事選で再選。今回は自民党公認ではなく、無所属として立候補し、自民党、公明党、みんなの党の推薦を受けた。
2015年7月5日、群馬県知事選で3選（無所属、自民党・公明党推薦、連合群馬支持）。
2019年2月6日、4選不出馬を表明。
2020年11月3日、旭日重光章受章

## エピソード
- 2011年7月13日、知事公舎に知人の女性を宿泊させたと週刊新潮に報じられた問題で、仕事で関係のある女性を泊めたことを記者会見で認めた[8]。
- 産経新聞が実施した全国の知事に対するアンケート（回答は45都道府県）によると、海外出張に際して飛行機のファーストクラスを利用しているのは5知事のみであり、大澤もそのうちの1人であった[9]。